# Laura Kluwak-Sobolewska
Laura Justyna Kluwak-Sobolewska – polska instrumentalistka, profesor sztuki.

## Życiorys
W 1997 ukończyła studia instrumentalistyki w Akademii Muzycznej im. Ignacego Jana Paderewskiego w Poznaniu, w 2003 obroniła pracę doktorską, w 2013 habilitowała się. W 2020 uzyskała tytuł profesora sztuki.
Pracuje w Akademii Muzycznej im. Ignacego Jana Paderewskiego w Poznaniu.